# تی‌اکس‌تی (گروه موسیقی)
تومارو بای توگدر (کره‌ای: 투모로우바이투게더; ژاپنی: トゥモローバイトゥギャザー; انگلیسی: Tomorrow by Together یا Tomorrow X Together) که بیشتر با نام تی‌اکس‌تی (انگلیسی: TXT; ‎/ˈtiː-ˈɛks-ˈtiː/‎) شناخته می‌شود، گروه پسرانهٔ اهل کره جنوبی است که توسط بیگ هیت میوزیک شکل گرفته است. این گروه متشکل از پنج عضو است: یون‌جون، سوبین، بوم‌گیو، ته‌هیون و هیونینگ کای.
گروه تی‌اکس‌تی در ۴ مارس ۲۰۱۹ با آلبوم چند آهنگهٔ فصل رؤیا: ستاره فعالیت خود را آغاز کرد. این ئی‌پی در جایگاه شماره یک جدول آلبوم‌های گائون و جدول آلبوم‌های جهانی بیلبورد قرار گرفت و در جدول بیلبورد ۲۰۰ جایگاه شماره ۱۴۰ را به دست آورد که این جایگاه بالاترین رتبه در این جدول برای نخستین آلبوم گروه توسط یک گروه پسرانه تا آن زمان بود. تک‌آهنگ آغازین این ئی‌پی، «تاج» بود که جایگاه شماره یک جدول ترانه‌های دیجیتال جهانی بیلبورد را به دست آورد و همچنین تی‌اکس‌تی در صدر جدول هنرمندان در حال پیشرفت بیلبورد قرار گرفت که برای اولی، گروه به سریع‌ترین گروه کی-پاپ تبدیل شد که به این جایگاه دست پیدا می‌کند و برای دومی به دومین گروه کی-پاپ که در این جایگاه ظاهر می‌شود تبدیل شد.
موفقیت تجاری این گروه برای آنها چندین جایزهٔ آرتیست تازه‌کار از جمله تازه‌کار سال در سی و چهارمین جوایز گلدن دیسک و جوایز موسیقی ملون ۲۰۱۹، آرتیست تازه‌کار سال در نهمین جوایز موسیقی جدول گائون و بهترین هنرمند تازه‌کار مرد در جوایز موسیقی آسیایی ام‌نت ۲۰۱۹ را به ارمغان آورد.

## نام
تی‌اکس‌تی سرواژهٔ تومارو اکس توگدر (Tomorrow X Together) است. در کره‌ای نام گروه 투모로우바이투게더 (لاتین‌نویسی اصلاح‌شده: Tumoroubaitugedeo) است که به صورت Tomorrow by Together خوانده می‌شود و همین نام به هانگول نویسه‌گردانی شده است و این گروه ورژن کره‌ای جداگانه‌ای برای نام خود ندارد. بر اساس وبگاه رسمی گروه، نام آنها دربارهٔ پنج نفر است که «که گرد هم آمده‌اند و رؤیای ایجاد فردای بهتر را در سر می‌پرورانند».
آنها در اولین مصاحبهٔ خود در برنامهٔ سکشن تی‌وی در ام‌بی‌سی، اعلام کردند که ترجیح می‌دهند به جای نام مخفف تی‌اکس‌تی با نام کامل خود صدا شوند.

## تاریخ

### اعلام شروع به کار
در اوایل سال ۲۰۱۷ بنگ شی هیوک بنیانگذار شرکت سرگرمی big hit اعلام‌کرد که در آینده گروهی زیر نظر این کمپانی شروع به کار خواهد کرد. گروه تی اکس تی. در ۱۰ ژانویه ۲۰۱۹ رسماً شروع به کار کرد. فیلم معرفی هر یک از اعضای تی اکس تی طی ۱۰ روز در YouTube منتشر شد.

### ۲۰۱۹: آلبوم فصل رؤیاها: جادو
تی اکس تی دومین گروه پسرانه است که زیر نظر شرکت سرگرمی Big Hit Entertainment آغاز به کار کرد. اولین اجرای این گروه در Mnet و صفحه یوتیوب همراه با اولین پخش طولانی این گروه با عنوان The Dream Chapter: Star در تاریخ ۴ مارس منتشر شد. اولین اجرای تی اکس تی در تاریخ ۵ مارس در تالار زنده Yes24 برگزار شد. پس از انتشار موزیک ویدئوی اصلی آهنگ آلبوم، «تاج» ۱۴٫۵ میلیون بازدید در یوتیوب به دست آورد و رکورد بیشترین بازدید موزیک ویدیوی اصلی گروه تازه‌کار K-Pop در ۲۴ ساعت اول برای یک گروه پسر را شکست. این آلبوم در بالای جدول آلبوم Gaon و جدول جهانی آلبوم‌های بیلبورد شروع به کار کرد در حالی که «تاج» در شماره یک جدول آهنگ‌های جهانی دیجیتال بیلبورد شروع به کار کرد. این گروه برای اولین بار در شماره یک بیلبوردهای هنرمندان تازه‌کار و در شماره ۱۴۰ در نمودار بیلبورد ۲۰۰ حضور پیدا کرد و آنها را تبدیل به سریعترین گروه تازه‌کار کیپاپ کرد که در جدول‌ها و آلبوم‌های برتر با بالاترین رتبه ظاهر می‌شوند. این آلبوم همچنین در جدول هفتگی آلبوم Oricon رتبه سوم را کسب کرد. علاوه بر این، این آلبوم برای ماه مارس در صدر جدول ماهانه آلبوم Gaon قرار گرفت. اولین اجرای نمایشی تی اکس تی در تاریخ ۷ مارس ۲۰۱۹ در
M-Countdown و M-net پخش شد. آنها درست بعد از یک هفته پس از اولین نمایش خود، توانستند آهنگ "Crown"را در شبکه SBS MTV برگزار کنند.
در تاریخ ۹ آوریل ۲۰۱۹، تی اکس تی نخستین تور خود را در خارج از کشور در ایالات متحده که شامل شش شهر آمریکایی - نیویورک سیتی، شیکاگو، لس آنجلس، دالاس، اورلاندو و آتلانتا. دو هفته، از ۹ تا ۲۴ ماه مه اعلام کرد. بلیط‌های کنسرت در کمتر از ۲۴ ساعت به فروش رسید. تی اکس تی پس از کنسرت در ماه مه، در کنسرت موسیقی iHeartRadio Wango Tango 2019 که در تاریخ ۱ ژوئن در پارک ورزشی Dignity Health در لس آنجلس برگزار می‌شد، اجرا کرد. در تاریخ ۲۰ ژوئن، این گروه اعلام کردند که آنها در دو جشنواره بزرگ مد ژاپن - نمایشگاه باند پاییز / زمستان 2019 Kansai Collection در تاریخ ۲۷ اوت، و پس از آن نمایش مشهور مجموعه دختران توکیو / پاییز / زمستان ۲۰۱۹ در ۷ سپتامبر اجرا خواهند کرد. تی اکس تی اولین هنرمند کره‌ای است که در هر فصل در هر دو نمایش اجرا کرده است. در تاریخ ۶ ژوئیه، تی اکس تی در جشنواره موسیقی KCON 2019 NY که در مادیسون اسکوارد گاردن، نیویورک برگزار شد، در مقابل ۵۵۰۰۰ نفر تماشاگر اجرا کردند. در اواخر همین ماه، تی اکس تی اولین نامزدی برتر موسیقی MTV Video Music. را به عنوان بهترین گروه کیپاپ به دست آورد.
در تاریخ ۸ اوت ۲۰۱۹ کمپانی بیگ هیت اعلام کرد که تی اکس تی قصد دارند یک آلبوم جدید را در ماه اوت منتشر کنند اما به دلیل مسدومیت یونجون به ماه سپتامبر موکول شد. در تاریخ ۲۰ اوت، Big Hit اعلام کرد به دلیل بیماری عفونی تهیون و هیونینگ کای تاریخ انتشار البوم از سپتامبر به اکتبر مجدداً موکول می‌شود.
در ۲۱ اکتبر ۲۰۱۹، TXT اولین آلبوم استودیویی خود را با عنوان "The Dream Chapter: Magic" را منتشر کرد. از نظر موسیقی، این آلبوم انواع ژانرهای مختلف موسیقی از جمله R&B، خانه گرمسیری، پاپ آکوستیک و هیپ هاپ. را در خود جای داده است. از نظر تجاری، این آلبوم درصدر جدول آلبوم Gaon بود و در هفته اول از ۱۲۴٬۰۰۰ فروش فراتر رفت. این دومین آلبوم صدر جدول گروه بعد از آلبوم فصل رؤیا: ستاره بود. در مجموع چهار آهنگ از این آلبوم وارد جدول آهنگ‌های بیلبورد جهانی دیجیتال با آهنگ اصلی "۹ و سه چهارم (اجرای دور)" در شد. بیلبورد بعداً آهنگ Ron away را بهترین آهنگ کیپاپ سال اعلام کرد...
موفقیت تجاری تی اکس تی در ماه‌های ابتدایی، آنها را در چندین دوره جوایز موسیقی برتر سال کره، از جمله جوایز هنرمند آسیا، جوایز Melon Music , جوایز موسیقی Mnet آسیا، جوایز Disc Disc , نمودار Gaon جوایز موسیقی سئول جوایز موسیقی کرد.

### ۲۰۲۰: اولین آلبوم ژاپنی و فصل رؤیای: ابدیت
در ۱۵ ژانویه ۲۰۲۰، TXT اولین آهنگ ژاپنی خود را با تک آهنگ "ساعت جادویی" که شامل نسخه‌های ژاپنی ترانه‌های "Run Away" , "Crown" و "Angel or Devil" است، منتشر کردند. این ترانه‌ها در جدول روزانه Oricon رتبه اول و در جدول هفتگی Singles Oricon رتبه دوم را به دست آوردند. در ۱۹ ژانویه، اعلام شد که این گروه برای اولین بار در ایستگاه موسیقی TV Asahi در تلویزیون حضور پیدا خواهند کرد. جایی که آنها نسخه ژاپنی "Run Away" را اجرا کردند. قطعه «ساعت سحر و جادو» توسط انجمن صنعت ضبط ژاپن (RIAJ) با صدور گواهینامه طلا، در ۱۰۰۰۰۰نسخه به فروش رسید.
در تاریخ ۲۸ آوریل، Big Hit Entertainment اعلام کرد که TXT دومین آلبوم خود را تحت عنوان The Dream Chapter: Eternity در ۱۸ ماه مه با تک آهنگ اصلی "Can't You See Me" منتشر می‌کند.

## اعضا
- سوبین (کره‌ای: 수빈)– لیدر، وکالیست، رقصنده، رپر[۵۳]
- یون‌جون (کره‌ای: 연준) – رقصنده اصلی، رپر اصلی، وکال کمکی[۵۴]
- بوم‌گیو (کره‌ای: 범규) – وکالیست، رقصنده، رپر کمکی، ویژال، مرکز[۵۵]
- ته‌هیون (کره‌ای: 태현) – وکالیست اصلی، رقصنده، رپر[۵۶]
- هیونینگ کای (کره‌ای: 휴닝카이)– لید وکال، رقصنده، رپر، ویژوئال، مکنه گروه[۵۷]

## تأییدها
در ماه مه سال ۲۰۱۹، تی اکس تی به عنوان جدیدترین سفیران مراقبت از پوست انتخاب شدند.

## ترانه‌شناسی

### آلبوم‌های استودیویی
| عنوان                 | جزئیات                                                                           | موقعیت‌های نمودار اوج | موقعیت‌های نمودار اوج | موقعیت‌های نمودار اوج | موقعیت‌های نمودار اوج | موقعیت‌های نمودار اوج | موقعیت‌های نمودار اوج | حراجی                                                           |
| عنوان                 | جزئیات                                                                           | کره‌جنوبی             | آمریکا               | بلژیک                | فرانسه               | ژاپن                 | ایالات متحده جهان    | حراجی                                                           |
| --------------------- | -------------------------------------------------------------------------------- | -------------------- | -------------------- | -------------------- | -------------------- | -------------------- | -------------------- | --------------------------------------------------------------- |
| فصل رؤیای: سحر و جادو | - منتشر شده: ۲۱ اکتبر ۲۰۱۹ - برچسب: Big Hit - قالب‌ها: CD، بارگیری دیجیتال، جریان | ۱                    | ۲۲                   | ۱۲۵                  | ۳۹                   | ۱۱                   | ۳                    | - کره‌جنوبی: ۲۳۰،792 - ژاپن: ۲۴،319 (Phy.) - ایالات متحده: ۲،000 |

### نمایشنامه‌های طولانی
| عنوان                                                                      | جزئیات                                                                        | موقعیت‌های نمودار اوج | موقعیت‌های نمودار اوج | موقعیت‌های نمودار اوج | موقعیت‌های نمودار اوج | موقعیت‌های نمودار اوج | موقعیت‌های نمودار اوج | موقعیت‌های نمودار اوج | حراجی                                                    |
| عنوان                                                                      | جزئیات                                                                        | کره‌جنوبی             | بلژیک                | کانادا               | فرانسه               | ژاپن                 | سوئیس                | ایالات متحده         | حراجی                                                    |
| -------------------------------------------------------------------------- | ----------------------------------------------------------------------------- | -------------------- | -------------------- | -------------------- | -------------------- | -------------------- | -------------------- | -------------------- | -------------------------------------------------------- |
| فصل رؤیای: ستاره                                                           | - منتشر شد: ۴ مارس ۲۰۱۹ - برچسب: Big Hit - قالب‌ها: CD، بارگیری دیجیتال، جریان | ۱                    | ۹۸                   | ۱۰۰                  | ۱۱                   | ۳                    | ۵۸                   | ۱۴۰                  | - کره‌جنوبی: ۲۲۴،155 - ژاپن: ۳۳،666 - ایالات متحده: ۴،000 |
| فصل رؤیا: ابدیت                                                            | - منتشر شده: ۱۸ مه ۲۰۲۰ - برچسب: Big Hit - قالب‌ها: CD، بارگیری دیجیتال، جریان | To be announced      | To be announced      | To be announced      | To be announced      | To be announced      | To be announced      | To be announced      | To be announced                                          |
| "-" نسخه‌هایی را نشان می‌دهد که نمودار نشده‌اند یا در آن منطقه منتشر نشده‌اند. |                                                                               |                      |                      |                      |                      |                      |                      |                      |                                                          |

### مینی آلبوم‌ها
| عنوان       | جزئیات                                                                               | موقعیت‌های نمودار اوج | حراجی           | گواهی نامه‌ها |
| عنوان       | جزئیات                                                                               | ژاپن                 | حراجی           | گواهی نامه‌ها |
| ----------- | ------------------------------------------------------------------------------------ | -------------------- | --------------- | ------------ |
| ساعت جادویی | - منتشر شد: ۱۵ ژانویه سال ۲۰۲۰ - برچسب: Big Hit - قالب‌ها: CD، بارگیری دیجیتال، جریان | ۲                    | - ژاپن: ۱۲۰،900 | - RIAJ: طلا  |

### سینگل ترک
| عنوان                                                                      | سال      | موقعیت‌های نمودار اوج | موقعیت‌های نمودار اوج | موقعیت‌های نمودار اوج | موقعیت‌های نمودار اوج | موقعیت‌های نمودار اوج   | حراجی                      | آلبوم                 |
| عنوان                                                                      | سال      | کره‌جنوبی [78]        | کره‌جنوبی [79]        | ژاپن [80]            | نیوزلند [81]         | ایالات متحده جهان [82] | حراجی                      | آلبوم                 |
| -------------------------------------------------------------------------- | -------- | -------------------- | -------------------- | -------------------- | -------------------- | ---------------------- | -------------------------- | --------------------- |
| "تاج" (어느 날 머리 에서 뿔 이 자랐다) [A]                                 | ۲۰۱۹     | ۸۶                   | ۲۱                   | -                    | ۲۹                   | ۱                      | N / A                      | فصل رؤیای: ستاره      |
| "گربه و سگ" (نسخه انگلیسی)                                                 | ۲۰۱۹     | -                    | -                    | -                    | -                    | -                      | N / A                      | تک آهنگ‌های غیر آلبوم  |
| "تابستان ما" (ترکیب آکوستیک)                                               | ۲۰۱۹     | -                    | -                    | -                    | -                    | -                      | N / A                      | تک آهنگ‌های غیر آلبوم  |
| "۹ و سه چهارم (فرار کن)" (۹ 와 ۴ 분 의 ۳ 승강장 에서 너를 기다려) [B]      | ۲۰۱۹     | ۱۰۹                  | ۷۱                   | ۲                    | ۲۶                   | ۲                      | - ایالات متحده: ۲،000 [68] | فصل رؤیای: سحر و جادو |
| "نمی‌توانی مرا ببینی؟" (세계 가 불타 버린 밤، 우린 ...) [C]                 | سال ۲۰۲۰ | TBA                  | TBA                  | TBA                  | TBA                  | TBA                    | TBA                        | فصل رؤیا: ابدیت       |
| "-" نسخه‌هایی را نشان می‌دهد که نمودار نشده‌اند یا در آن منطقه منتشر نشده‌اند. |          |                      |                      |                      |                      |                        |                            |                       |

### سایر آهنگ‌های وارد شده به جدول
| عنوان                                                                      | سال  | موقعیت‌های نمودار اوج | موقعیت‌های نمودار اوج | آلبوم                           |
| عنوان                                                                      | سال  | کره جنوبی            | ایالات متحده جهان    | آلبوم                           |
| -------------------------------------------------------------------------- | ---- | -------------------- | -------------------- | ------------------------------- |
| "نارنجی آبی" "Blu orangeade"                                               | ۲۰۱۹ | -                    | ۱۰                   | فصل رؤیای: ستاره TDC:star       |
| "سگ و گربه" "Cat and dog"                                                  | ۲۰۱۹ | -                    | ۱۴                   | فصل رؤیای: ستاره TDC:star       |
| "تابستان ما" "our summer"                                                  | ۲۰۱۹ | -                    | ۱۷                   | فصل رؤیای: ستاره TDC:star       |
| "قوانین جدید" New rules                                                    | ۲۰۱۹ | ۱۰۰                  | ۱۶                   | فصل رؤیای: سحر و جادو TDC:magic |
| "20 سانتی متر" 20cm                                                        | ۲۰۱۹ | -                    | ۱۸                   | فصل رؤیای: سحر و جادو TDC:magic |
| "فرشته یا شیطان"20cm Angel or devil                                        | ۲۰۱۹ | -                    | ۲۱                   | فصل رؤیای: سحر و جادو TDC:magic |
| "-" نسخه‌هایی را نشان می‌دهد که نمودار نشده‌اند یا در آن منطقه منتشر نشده‌اند. |      |                      |                      |                                 |

## فیلمبرداری

### نماهنگ
| عنوان                                  | سال      | مدیر                              | یادداشت          | Ref.   |
| -------------------------------------- | -------- | --------------------------------- | ---------------- | ------ |
| "تاج پادشاهی" "Crown"                  | ۲۰۱۹     | اوی کیم (GDW)                     | اولین MV         | [ ۷۹ ] |
| "تاج (نسخه رقص)"Crown                  | ۲۰۱۹     | اوی کیم (GDW)                     | فیلم عملکرد      | [ ۸۰ ] |
| "نارنجی آبی" Blue orangeade            | ۲۰۱۹     | کیم یاکیونگ                       | متن ترانه        | [ ۸۱ ] |
| "سگ و گربه" Cat and dog                | ۲۰۱۹     | اوه جیون (فیلم زیر)               |                  | [ ۸۲ ] |
| "گربه و سگ (نسخه انگلیسی) "            | ۲۰۱۹     | اوه جیون (فیلم زیر)               |                  | [ ۸۳ ] |
| "ناپل از یک ستاره" Nap of a star       | ۲۰۱۹     | سونگ وونمو (دیجیپدی)              | محتوای مجاز TU 1 | [ ۸۴ ] |
| "تابستان ما" our summer                | ۲۰۱۹     | TXT                               | نسخه سلفی        | [ ۸۵ ] |
| "فرار کن" Run away                     | ۲۰۱۹     | اوی کیم (OUI) یونگسوک چوی (لامپن) |                  | [ ۸۶ ] |
| "جزیره جادویی" Magic island            | ۲۰۱۹     | سونگ وونمو (دیجیپدی)              | محتوای مجاز TU 1 | [ ۸۷ ] |
| "فرشته یا شیطان" Angel or devil        | ۲۰۱۹     | کیم یاکیونگ (تصاویر انعطاف‌پذیر)   |                  | [ ۸۸ ] |
| "فرار کن (نسخه ژاپنی) "                | سال ۲۰۲۰ | کیم یاکیونگ (تصاویر انعطاف‌پذیر)   | اولین MV ژاپنی   | [ ۸۹ ] |
| "نمی‌توانی مرا ببینی؟ ?Can't you see me | سال ۲۰۲۰ | اوی کیم (OUI)                     |                  | [ ۹۰ ] |

^ : TXT Universe (TU) content certified by Big Hit Entertainment
| عنوان                               | سال      | مدیر                        | Ref.   |
| ----------------------------------- | -------- | --------------------------- | ------ |
| "فصل رویایی: تریلر مفهومی MAGIC"    | ۲۰۱۹     | یونگسوک چوی {{سخ}} (لامپن)  | [ ۹۱ ] |
| "فصل رویایی: تریلر مفهومی ETERNITY" | سال ۲۰۲۰ | سونگ وونمو {{سخ}} (دیجیپدی) | [ ۹۲ ] |

### دی وی دی
| عنوان                     | جزئیات آلبوم                                                        | حراجی |
| ------------------------- | ------------------------------------------------------------------- | ----- |
| سلام فردا X Together 2020 | - منتشر شد: ۵ دسامبر ۲۰۱۹ - برچسب: Big Hit - قالب: DVD              |       |
| ح: ما: اولین کتاب         | - منتشر شد: ۲۸ ژانویه ۲۰۲۰ - برچسب: Big Hit - قالب: DVD + Photobook |       |

## فیلم‌شناسی

### تلویزیون
| سال  | عنوان        | شبکه | یادداشت                           | Ref.   |
| ---- | ------------ | ---- | --------------------------------- | ------ |
| ۲۰۱۹ | یک رؤیا. TXT | شبکه | نمایش واقعیت مبتنی بر TXT، ۸ قسمت | [ ۹۳ ] |

### نمایش‌های آنلاین
| سال      | عنوان                   | شبکه             | یادداشت                            | Ref.          |
| -------- | ----------------------- | ---------------- | ---------------------------------- | ------------- |
| ۲۰۱۹     | TALK X TODAY            | V Live & YouTube | نمایش واقعیت مبتنی بر TXT، ۲ فصل   | [ ۹۴ ] [ ۹۵ ] |
| سال ۲۰۲۰ | برای انجام فردا X با هم | V Live & Weverse | نمایش متنوع مبتنی بر TXT           |               |
| سال ۲۰۲۰ | TXT هفتگی               | AbemaTV          | نمایش واقعیت هفتگی ژاپن            |               |
| سال ۲۰۲۰ | TALK X TODAY ZERO       | V Live & YouTube | نمایش واقعیت مبتنی بر Predebut TXT |               |

## جوایز و نامزدی‌ها
| مراسم اهدای جایزه             | سال      | دسته‌بندی                              | نامزد(ها) / کار(ها)   | نتیجه       | مرجع. |
| ----------------------------- | -------- | ------------------------------------- | --------------------- | ----------- | ----- |
| جوایز هنرمند آسیا             | ۲۰۱۹     | تازه‌کار سال (موسیقی)                  | TXT                   | برنده شد    | [101] |
| جوایز هنرمند آسیا             | ۲۰۱۹     | جایزه محبوبیت                         | TXT                   | لیست طولانی | [102] |
| جوایز برند سال                | ۲۰۱۹     | تازه‌کار مرد تازه‌کار بت سال            | TXT                   | برنده شد    | [103] |
| براوو اتو                     | ۲۰۱۹     | بهترین K-pop                          | TXT                   | نامزد شده   | [104] |
| جوایز BreakTudo               | ۲۰۱۹     | بهترین کلیپ بین‌المللی MV Debut        | "تاج پادشاهی"         | برنده شد    | [105] |
| جوایز The Factory Music       | سال ۲۰۲۰ | جایزه رهبر بعدی                       | TXT                   | برنده شد    | [106] |
| جوایز موسیقی گائون نمودار     | سال ۲۰۲۰ | هنرمند جدید سال - آلبوم               | TXT                   | برنده شد    | [107] |
| جوایز موسیقی گائون نمودار     | سال ۲۰۲۰ | هنرمند جدید سال - دیجیتال             | TXT                   | نامزد شده   | [108] |
| جوایز موسیقی گائون نمودار     | سال ۲۰۲۰ | آلبوم سال - فصل اول                   | فصل رؤیای: ستاره      | نامزد شده   | [108] |
| جوایز موسیقی جی               | ۲۰۱۹     | بهترین هنرمند جدید مرد                | TXT                   | برنده شد    | [109] |
| جوایز موسیقی جی               | ۲۰۱۹     | جایزه محبوبیت موسیقی جی               | TXT                   | نامزد شده   | [110] |
| جوایز موسیقی جی               | ۲۰۱۹     | جایزه محبوبیت جهانی                   | TXT                   | نامزد شده   | [111] |
| جوایز موسیقی جی               | ۲۰۱۹     | جایزه برتر هنرمند                     | TXT                   | نامزد شده   | [112] |
| جوایز دیسک طلایی              | سال ۲۰۲۰ | تازه‌کار هنرمند سال                    | TXT                   | برنده شد    | [113] |
| جوایز دیسک طلایی              | سال ۲۰۲۰ | دیسک طلایی Tiktok محبوب‌ترین هنرمند    | TXT                   | نامزد شده   | [114] |
| جوایز دیسک طلایی              | سال ۲۰۲۰ | دیسک بونسانگ                          | فصل رؤیای: سحر و جادو | نامزد شده   | [114] |
| جوایز موسیقی خربزه            | ۲۰۱۹     | تازه‌کار سال                           | TXT                   | برنده شد    | [115] |
| جوایز موسیقی Mnet آسیا        | ۲۰۱۹     | بهترین هنرمند جدید مرد                | TXT                   | برنده شد    | [116] |
| جوایز موسیقی Mnet آسیا        | ۲۰۱۹     | انتخاب برتر طرفداران جهانی ۱۰ برتر ۱۰ | TXT                   | برنده شد    | [116] |
| جوایز موسیقی Mnet آسیا        | ۲۰۱۹     | نماد جهانی در سال                     | TXT                   | نامزد شده   | [117] |
| جوایز موسیقی Mnet آسیا        | ۲۰۱۹     | هنرمند سال                            | TXT                   | نامزد شده   | [117] |
| جوایز موسیقی فیلم MTV         | ۲۰۱۹     | بهترین K-Pop                          | "سگ گربه"             | نامزد شده   | [118] |
| جوایز موسیقی سئول             | سال ۲۰۲۰ | جایزه هنرمند جدید                     | TXT                   | برنده شد    | [119] |
| جوایز موسیقی سئول             | سال ۲۰۲۰ | جایزه محبوبیت                         | TXT                   | نامزد شده   | [120] |
| جوایز موسیقی سئول             | سال ۲۰۲۰ | جایزه محبوبیت K-Wave                  | TXT                   | نامزد شده   | [120] |
| جوایز موسیقی سئول             | سال ۲۰۲۰ | QQ Music محبوب‌ترین جایزه هنرمند K-Pop | TXT                   | نامزد شده   | [121] |
| بهترین جوایز K-Music Soribada | ۲۰۱۹     | جایزه تازه‌کار                         | TXT                   | برنده شد    | [122] |
| بهترین جوایز K-Music Soribada | ۲۰۱۹     | بونسانگ                               | TXT                   | نامزد شده   | [123] |
| بهترین جوایز K-Music Soribada | ۲۰۱۹     | جایزه محبوبیت مرد                     | TXT                   | نامزد شده   | [123] |
| جوایز Spotify                 | سال ۲۰۲۰ | هنرمند رادار / هنرمند نوظهور          | TXT                   | نامزد شده   | [124] |
| جوایز V زنده                  | ۲۰۱۹     | تازه‌کار جهانی ۵                       | TXT                   | برنده شد    | [125] |
| جوایز V زنده                  | ۲۰۱۹     | دوست داشتنی‌ترین هنرمند                | TXT                   | نامزد شده   | [125] |